# Lindembergue Cardoso
Lindembergue Rocha Cardoso (Livramento de Nossa Senhora, 30 de junho de 1939 — Salvador, 23 de maio de 1989) foi um compositor, maestro e professor brasileiro. 

## Biografia
Graduado em  Composição e Regência pela Escola de Música da Universidade Federal da Bahia (UFBA) em 1974, sob a orientação de Ernst Widmer. Como professor do curso de graduação em música da UFBA, lecionou folclore, canto coral, composição, instrumentação, literatura e estruturação musical, e percepção. 
Participou assiduamente de importantes cursos e festivais de música do Brasil, como o Festival de Inverno da Universidade Federal de Minas Gerais, no qual atuou entre 1972 e 1982, e o Curso Internacional de Verão de Brasília, em que lecionou anualmente, entre 1976 e 1980.
Foi membro fundador do Grupo de Compositores da Bahia (1966), liderado pelo compositor Ernst Widmer, e do qual também participavam Fernando Cerqueira, Nicolau Kokron, Milton Gomes, Rinaldo Rossi, Antonio José Santana Martins (Tom Zé) e Jamary Oliveira.
Foi também cofundador da Sociedade Brasileira de Música Contemporânea (1972), da qual foi secretário geral entre 1974 e 1982.
Em 13 de outubro de 1988 ingressou na Academia Brasileira de Música, ocupando a cadeira nº 33.
Quando faleceu, aos 49 anos, era vice-diretor da Escola de Música da UFBA, desde 29 de novembro de 1988.

## Obra
Lindembergue Cardoso deixou uma obra vasta, abrangendo distintos gêneros  - música de concerto, popular, religiosa, ópera e música incidental - e vários meios e formações instrumentais: coro a cappella, voz solista e instrumentos, coro e instrumentos, instrumento solo, conjuntos de câmara de várias formações, banda, banda e coro, orquestra de câmera, orquestra sinfônica, orquestra e vozes.
Sua produção classificada chegou ao opus 110 - sem contar arranjos, orquestrações, composições no gênero popular, trilhas para cinema, música para espetáculos de dança, teatro de bonecos e eventos religiosos.

## Prêmios
Treze obras suas foram premiadas no Brasil:
- Via Sacra (1º Prêmio na II Apresentação de Jovens Compositores da Bahia, 1968)
- Kyrie-Christe (1º Prêmio do Concurso de Composição dos Institutos Goethe do Brasil, 1971) * Relatividade I, op. 69 (1º Prêmio do Concurso Nacional de Composição Conjunto Música Nova da UFBA, 1981)
- 9 Variações para fagote e orquestra de cordas (1º Prêmio do Concurso Nacional de Composição Conjunto Música Nova da UFBA, 1985).

Várias de suas obras foram premiadas, tais como Procissão das Carpideiras (I Festival de Música da Guanabara, 1969), Espectros (II Festival  de Música da Guanabara, 1970), Os atabaques de Pombagira (Concurso Nacional de Composições e Arranjos Corais sobre Temas Folclóricos Brasileiros, BH/MG, 1974) e Suitemdó (Concurso Latino Americano de Composição, Salvador, 1979)